# 嘛嘛档
嘛嘛檔或瑪瑪檔是指由馬來西亞的淡米爾裔穆斯林所經營的飲食檔；在馬來西亞，淡米爾裔穆斯林被俗稱為「嘛嘛」，傳統的嘛嘛檔是在路旁擺攤經營，但較新生代則以轉為餐館或咖啡屋的方式經營。其獨有的特點是價格實惠、全年無休、全天廿四小時營業。

## 歷史
嘛嘛是對「馬來西亞淡米爾裔穆斯林」這個族群的俗稱，他們的祖先大多是在幾世紀前從印度南部遷移到馬來半島和東南亞各地，如今，他們被歸類為馬來西亞印裔社群的其中一支。印裔穆斯林相信，他們的祖先是在10世紀左右遷移到苏木都剌国（現在的印尼亞齊），之後再移居到馬來半島的。在一開始時，「嘛嘛」這個詞的起源完全是良性的，可是它後來經常被用來作為馬來西亞印裔社群的一個貶義詞。
「嘛嘛」這個詞起源自淡米爾語的「叔叔」一詞，在新馬兩地的文化背景中，各族兒童習惯稱呼鄰居、店主或陌生的成年人為「叔叔」和「阿姨」，以作為一種形式上對長者的尊重，「嘛嘛檔」這個詞的由來可能是源自兒童以淡米爾語對淡米爾人經營的飲食檔的稱呼。
基于伊斯蘭教的教義，嘛嘛檔并不經營豬肉相關的食物料理。

## 批評
嘛嘛檔雖然有價格大眾化、選擇繁多、全天候經營等優勢，但也有不少批評聲音，其批評主要集中於健康和衛生方面。
一般餐館食肆有固定的營業時段，其它時間可作為清潔打掃用途。但二十四小時經營的嘛嘛檔卻無法以相同的方式運作，因為每個時間都有食客在嘛嘛檔裡，清理環境的工作受到限制。而廚房更是由於全天的運作，難以空出時間進行打掃，造成環境衛生的隱憂。
另外，許多嘛嘛檔食物口味鹹重油膩，如印度煎餅、炒麵、咖哩；主要配料辣椒醬、峇拉煎；飲料如拉茶等，熱量都頗高。部分店家為了增加風味而過度添加糖、鹽、食油等材料，都對健康有所影響。

## 摩登嘛嘛檔
新生代的嘛嘛檔一改過去的路邊檔口經營方式，轉為餐館或咖啡屋的方式經營，有的甚至配備了大屏幕平板電視或投影機，讓顧客可以捕捉最新的生活資訊或足球賽事，部分的嘛嘛檔還是 24 小时以及提供免費的Wi-Fi服務。有趣的是，摩登的嘛嘛檔依然保留露天用餐的特色，刻意在走廊或街道上設置一個能够露天用餐的場所。儘管如此和傳統嘛嘛檔有些差別，所有的嘛嘛檔依然提供一個休閒的氛圍和任何人都負擔得起的食物價格。

## 另見
- 鄰里咖啡店
- 小販中心

## 腳注
1. ↑  . the Star (Malaysia).   [2010-09-17]. （原始内容存档于2010-01-04）.
2. 1 2 3  .   [2010-09-17]. （原始内容存档于2009-03-10）.
3. ↑  Chris Rowthorn, Muhammad Cohen, China Williams. . Lonely Planet. 2008: 43-44. ISBN 1740591054.